# Ангел Диамандиев
Вижте пояснителната страница за други личности с името Диамандиев.
Ангел Диамандиев е български революционер, одрински деец на Вътрешната македоно-одринска революционна организация.

## Биография
Диамандиев е роден в 1876 година в Свиленград в Османската империя, днес в България. Завършва гимназия и по-късно геодезически курсове. Занимава се с търговия. Влиза във ВМОРО и през Илинденско-Преображенското въстание е четник при Запрян Начев и Никола Гюмюшев в Ахъчелебийско. През 1904 г. изпълнява поръчки на ВМОРО във Варна.
При избухването на Балканската война в 1912 година заедно с Янко Желязков и Яни Таушанов е войвода на Първи свиленски доброволчески отряд на Македоно-одринското опълчение, който по-късно влиза в 14 воденска дружина.
Умира в 1941 година в София.